# Jan Mieszkowski (poseł)
Jan Mieszkowski herbu Odrowąż – cześnik poznański w latach 1623–1624.
Poseł na sejm 1625 roku.